# 松田直久
松田 直久（まつだ なおひさ、1954年（昭和29年）5月8日 - ）は、日本の政治家。立憲民主党所属の元衆議院議員（1期）。三重県津市長（2期）、三重県議会議員（2期）などを歴任した。

## 来歴
三重県津市生まれ。高田高等学校、大阪産業大学経営学部卒業。大学卒業後、北川正恭衆議院議員の秘書を務める。
1999年、三重県議会議員選挙に一志郡選挙区から無所属で立候補し、当選。2003年の三重県議選では、無投票で再選。県議在職中に民主党に入党し、党県連幹事を務めた。
2006年1月1日、旧市制の津市及び9市町村が合併し、新市制の津市が成立する。合併に伴い、同年2月5日の津市長選挙に県議を辞職して無所属で出馬し、当選した。2010年、津市長再選。
2011年2月16日、民主党三重県連から三重県知事選挙への立候補を要請され、一度は出馬を固辞した が、2月23日に出馬を表明し、2月28日付で津市長を辞職した。民主党の推薦も受けて立候補したが、自由民主党・みんなの党推薦で立候補した鈴木英敬に約1万票の僅差で敗れ、落選した。
その後、日本維新の会に入党し、2012年の第46回衆議院議員総選挙に同党公認で三重1区から立候補したが、自民党前職の川崎二郎に敗れ、落選した。2014年7月、日本維新の会の分党に際しては橋下徹大阪市長による新党結成を目指すグループに参加。同年9月、結いの党・日本維新の会の合流により維新の党の結党に参加。同年12月の第47回衆議院議員総選挙では、維新の党公認で三重1区から立候補し、自民党の川崎二郎に再び敗れたが、重複立候補していた比例東海ブロックで復活し、当選した。2016年、民進党に合流。
2017年10月3日、第48回衆議院議員総選挙に無所属で立候補することを表明した。選挙は自民党公認の田村憲久（三重4区から移動）に敗れ、落選した。2019年2月2日、立憲民主党三重県連の設立総会で県連幹事長兼代表代行への就任が発表された。
2020年9月29日、旧立憲民主党と旧国民民主党の合流新党である「立憲民主党」は常任理事会を開き、松田を次期衆院選三重1区公認候補に内定した。2021年10月31日、投開票の結果、自民党公認の田村憲久に再び破れ、比例復活もならず落選。
選挙後の2022年8月20日、会見で次期衆議院議員総選挙に立候補せず政界からの引退を表明した。
2024年11月の秋の叙勲で、旭日双光章を受章した。

## 政策・主張

### 憲法問題
- 憲法改正について、2017年のアンケートでは「反対」と回答[13]。2021年のアンケートでは「どちらとも言えない」と回答[14]。
- 憲法9条への自衛隊の明記について、2021年のアンケートでは回答しなかった[15]。
- 安全保障関連法の成立について、2017年のアンケートで「評価しない」と回答[13]。
- 集団的自衛権の行使に反対[16]。

### ジェンダー問題
- 選択的夫婦別姓制度の導入について、2014年のアンケートでは「どちらとも言えない」と回答[17]。2017年、2021年のアンケートでは「賛成」と回答[13][14]。
- 同性婚を可能とする法改正について、2021年の朝日新聞社のアンケートでは「どちらかといえば賛成」と回答[14]。2021年のNHKのアンケートでは回答しなかった[15]。
- 「LGBTなど性的少数者をめぐる理解増進法案を早期に成立させるべきか」との問題提起に対し、「どちらかといえば賛成」と回答[14]。
- クオータ制の導入について、2021年のアンケートで「どちらかといえば賛成」と回答[15]。

### その他
- 「原子力発電への依存度について今後どうするべきか」との問題提起に対し、「ゼロにすべき」と回答[15]。
- アベノミクスについて、2017年のアンケートで「どちらかといえば評価しない」と回答[13]。
- 安倍内閣による森友学園問題・加計学園問題への対応について、2017年のアンケートで「評価しない」と回答[13]。
- 第二次世界大戦下における従軍慰安婦の移送や慰安所の設置への旧日本軍の関与を認めた河野洋平内閣官房長官（当時）による談話の見直しに賛成[16]。
- 特定秘密保護法は日本に必要ない[16]。
- 日本におけるカジノの解禁に賛成[16]。